# Campionati del mondo di ciclismo su strada 1990
I campionati del mondo di ciclismo su strada 1990 si disputarono a Utsunomiya, in Giappone, tra il 29 agosto e il 2 settembre 1990. Si trattò della prima edizione dei campionati tenutasi in Asia.
Furono assegnati cinque titoli: quelli individuali in linea nelle categorie femminile, maschile Dilettanti e maschile Professionisti, e quelli della cronometro a squadre femminile e maschile Dilettanti.

## Calendario
- 29 agosto: Cronometro a squadre femminile, gara di 50 km
- 29 agosto: Cronometro a squadre maschile Dilettanti, gara di 100 km
- 1º settembre: Prova in linea femminile, gara di 72,5 km
- 1º settembre: Prova in linea maschile Dilettanti, gara di 174 km
- 2 settembre: Prova in linea maschile Professionisti, gara di 261 km

## Medagliere
| Pos.   | Nazione          | Oro | Argento | Bronzo | Totale |
| ------ | ---------------- | --- | ------- | ------ | ------ |
| 1      | Italia           | 1   | 1       | 2      | 4      |
| 2      | Belgio           | 1   | 1       | 0      | 2      |
| 3      | Francia          | 1   | 0       | 1      | 2      |
| 3      | Unione Sovietica | 1   | 0       | 1      | 2      |
| 4      | Paesi Bassi      | 1   | 0       | 0      | 1      |
| 5      | Stati Uniti      | 0   | 2       | 0      | 1      |
| 6      | Germania Est     | 0   | 1       | 0      | 1      |
| 7      | Germania Ovest   | 0   | 0       | 1      | 1      |
| Totale | Totale           | 5   | 5       | 5      | 15     |

## Sommario degli eventi
| Eventi                        | Oro                                                    | Tempo                      | Argento                                         | Tempo   | Bronzo                                                     | Tempo |
| Uomini Professionisti         |                                                        |                            |                                                 |         |                                                            |       |
| Gara in linea dettagli        | Rudy Dhaenens Belgio                                   | 6h51'59" Media 38,011 km/h | Dirk De Wolf Belgio                             | s.t.    | Gianni Bugno Italia                                        | a 8"  |
| Uomini Dilettanti             |                                                        |                            |                                                 |         |                                                            |       |
| Gara in linea dettagli        | Mirco Gualdi Italia                                    | 4h39'17"                   | Roberto Caruso Italia                           | a 54"   | Jean-Philippe Dojwa Francia                                | a 56" |
| Cronometro a squadre dettagli | Unione Sovietica Galkin, Markovničenko, Patenko, Zotov | 1h56'50"                   | Germania Est Berndt, Boden, Landsmann, Peschel  | a 15"   | Germania Ovest Aldag, Hundertmarck, Lehnert, Rich          | a 19" |
| Donne                         |                                                        |                            |                                                 |         |                                                            |       |
| Gara in linea dettagli        | Catherine Marsal Francia                               | 2h00'07"                   | Ruthie Matthes Stati Uniti                      | a 3'24" | Luisa Seghezzi Italia                                      | s.t.  |
| Cronometro a squadre dettagli | Paesi Bassi Knol, van Moorsel, Schop, Westland         | 1h03'51"                   | Stati Uniti Hines, Manley, Stephenson, Thompson | a 16"   | Unione Sovietica Čipaeva, Kibardina, Melëchina, Polchanova | a 30" |